# Margarida Ward
Santa Margarida Ward (c. 1550 - 30 de agosto de 1588), em inglês, Margaret Ward, a "pérola de Tyburn", foi uma mártir católica inglesa que foi executada durante o reinado de Elizabeth I por ajudar um padre a escapar da prisão e se recusar a converter ao anglicanismo. Ela foi beatificada em 1929 e canonizada em 1970, como uma dos Quarenta Mártires da Inglaterra e País de Gales.

## Vida
Margarida Ward nasceu em Congleton, Cheshire por volta de 1550.  Ela estava morando em Londres a serviço de uma senhora de "primeira linha" quando soube dos graves maus-tratos de Richard Watson, um padre confinado na prisão de Bridewell , e obteve permissão para visitá-lo. Foi completamente revistada antes e depois das primeiras visitas, mas aos poucos as autoridades se tornaram menos cautelosas e ela conseguiu contrabandear uma corda para a prisão. Padre Watson escapou, mas se machucou ao fazê-lo e deixou a corda pendurada na janela. O barqueiro que Margarida contratou para conduzi-lo rio abaixo se recusou a cumprir a barganha. Angustiada, Margarida confidenciou a tarefa a outro barqueiro, o Beato John Roche, que, compadecendo-se com a situação. comprometeu-se a ajudá-la. Ele providenciou um barco e trocou roupas com o padre, que conseguiu escapar, mas em seu lugar Roche acabou sendo capturado e preso. Margarida, tendo sido a única visitante do padre também foi presa. 

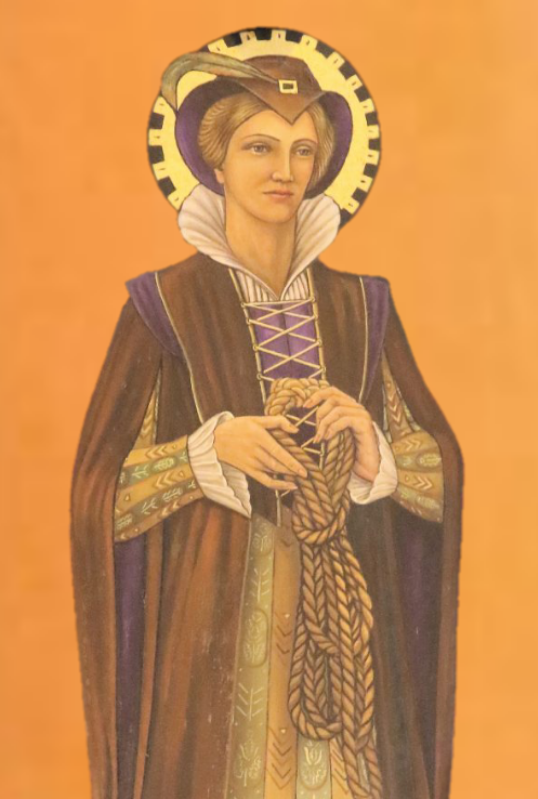
Um dos ícones de Santa Margarida Ward, onde ela é muitas vezes representada segurando uma corda.

## Morte
Margarida foi mantida a ferros por oito dias, foi interrogada sob tortura, pendurada pelas mãos e açoitada, mas se recusou terminantemente a revelar o paradeiro do padre. No julgamento, ela admitiu ter ajudado o sacerdote a fugir. O Padre Watson escapou e Margarida se alegrou por "ter libertado um cordeiro inocente das mãos daqueles lobos sangrentos". Foi-lhe oferecido perdão se comparecesse a um culto protestante (anglicano), mas ela se recusou fortemente.
"Foi açoitada e suspensa pelos punhos, e só tocou o solo com as pontas dos dedos de seus pés durante tanto tempo, que ficou aleijada e paralisada, porém estes sofrimentos reforçaram em grande medida a gloriosa mártir em sua luta final" relata São Robert Southwell em uma de suas cartas ao Padre Acquaviva
Ela foi enforcada em Tyburn em 30 de agosto de 1588, junto com o Padre Richard Leigh, o barqueiro John Roche, Edward Shelley, Richard Martin e Richard Lloyd, o primeiro por ser padre e os demais por terem ajudado padres a se esconder ou escapar.

## Veneração
Margarida Ward foi beatificada em 15 de dezembro de 1929 pelo papa Pio XI e canonizada pelo Papa Paulo VI em 25 de outubro de 1970, como uma dos Quarenta Mártires da Inglaterra e País de Gales . Segundo o Martirológio Romano, sua festa é celebrada na data de sua morte, 30 de agosto, compartilhando o dia com as outras santas mártires inglesas, Santa Margarida Clitherow e Santa Anne Line . No entanto, sua festa também pode ser celebrada junto dos Quarenta Mártires, no dia 4 de maio na Inglaterra, ou 25 de outubro no País de Gales. 
Existem algumas escolas com o seu nome, incluindo a "Saint Margaret Ward Catholic Academy" em Chell, Staffordshire.

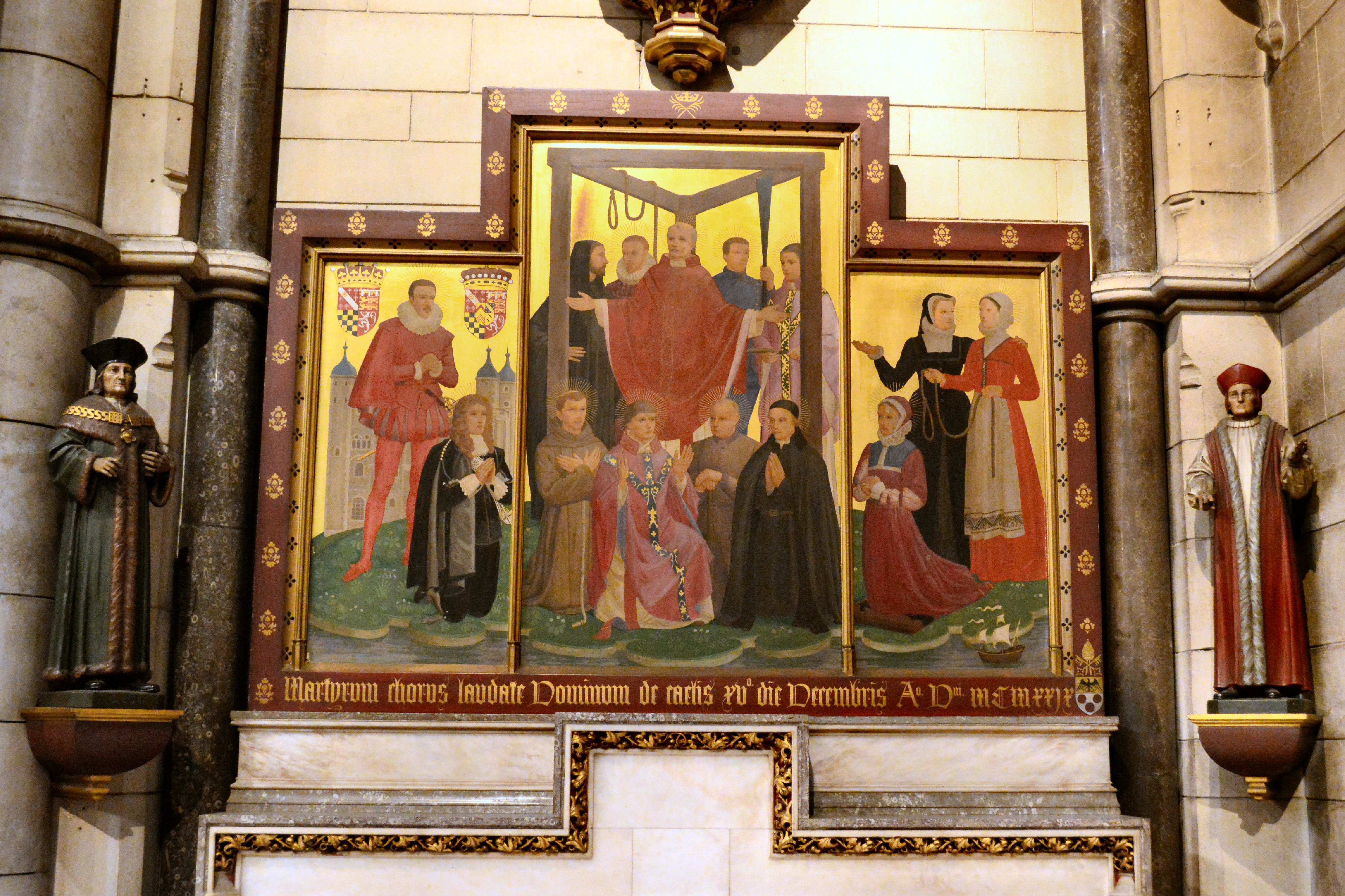
Imagem pintada dos Quarenta Mártires da Inglaterra e Gales, onde a bem-aventurada Margarida é representada segurando a corda (primeira da direita para a esquerda).